# Радосав Стоянович
Радосав Стоянович (на сръбски: Радосав Стојановић или Radosav Stojanović) е сръбски поет, автор на разкази, романист, лексиколог и публицист.

## Биография
Радосав Стоянович е роден на 1 ноември 1950 г. в Паруновац, близо Крушевац. Той е израснал в Млачище в Църна Трава. Образование в Млачище, Църна Трава, Ниш и Прищина. Завършва сърбохърватски език и югославска литература в Университета в Прищина, където след това живее до натовските бомбардировки над Сърбия през 1999 година.
Преподавател е в гимназията „Иво Лола Рибар“ в Прищина, журналист, редактор и главен редактор (1990 - 1993) на дневния вестник „Единство“ и директор на Покраинския народен театър (1993 - 2004) в Прищина.
Редовен колумнист и хроникьор е на „Литературни думи“ на Белград (1985 - 1988), председател на Дружеството на Литературно Косово и Метохия (1990-1992). Редактор е на списание „Стремежи“ и главен редактор на „Сръбски юг“ (2004 - 2006) в Ниш. Член на Асоциацията на писателите на Сърбия от 1985 г. и Асоциацията на журналистите на Сърбия от 1979 година. Пиесите му са провеждани в театри в Враня, Прищина и Печ.
Публикуван е в антологии и сръбската поезия и разкази в страната и чужбина. Негови произведения са преведени на чужди езици.
Заточен е в Косово през юни 1999 година. Живее в Ниш.

### Поезия
- Инословие (Инословље), Приштина, 1979.
- Ръкописът чемерски (Рукопис чемески), Приштина, 1982.
- Дяволско училище (Ђавоља школа), Београд, 1988.
- Обратно към кладата, (Повратак на колац), Београд, 1990.
- Котва (Сидро), Београд 1993.
- Втренчено (Нетремице), Лепосавић, 2003, 2004.
- Трепет, Врање, Косовска Митровица, 2007.
- Поезия на последния възторг (Песме последњег заноса), избрани и нови стихотворения, Приштина – Београд, 2012.
- Bequeathing/ Завещавайки, избрани и нови стихотворения за любовта, двуезично издание сръбски – английски, Мелбърн, Виктория, Австралия. 2014.
- Ако имаше любов (Кад би љубави било), Костолац, 2015.
- Песни на страшният ден, избрани и нови песни от Косовския завет (Песме судњег дана, изабране и нове песме Косовског завета), Београд 2019.
- Въпреки това (Међутим), Ниш, 2020.
- Има една дума (Има една дума), Београд, 2021.

### Разкази
- Смъртта на Харитон (Аритонова смрт), Приштина – Београд, 1984.
- Апокрифни разкази (Апокрифне приче), Приштина, 1988.
- Мъртъв пазач (Мртва стража), Београд, 1988, 1997.
- Краят на света (Крај света), Београд, 1993.
- Властелинът на спомените (Господар успомена), Београд, 1996.
- Жива стена (Живи зид), Београд, 1996.
- Молитва за дечанската икона (Молитва за дечанску икону), Ниш, 1998.
- Свидетели на Христос (Христови сведоци), Београд, 2001.
- Църнотравски разкази (Црнотравске приче), Ниш, 2002.
- Власинската сватба (Власинска свадба), Београд, 2004.
- Ухажори на Евридика (Еуридикини просиоци), 2007.
- Написано в сънищата (Записано у сновима), Приштина – Београд, 2013.
- Улавяне на страха (Хватање страха), Приштина – Београд, 2015.
- Истории от кръста (Приче са крста), Приштина - Косовска Митровица, 2019.

### Романи
- Дива макара (Дивљи калем), Београд, 2002, второ издание, Враня, 2010.
- Ангелус, Београд, 2004.
- Лунният кораб (Месечева лађа), Београд 2005, второ допълнено издание, Ниш, 2020.
- Три превземания на небето (Три хвата неба), Ниш, 2018.
- Земните дни на Нада Кристина (Земаљски дни Наде Кристине), 2021.

### Лексика
- Църнотравският речник, САНУ - Институт за српски језик САНУ, Београд, 2010.

### Пиеси
- Мъртъв пазач (Мртва стража), 1993.
- Кривово и други пиеси, (Кривово и друге драме), 2003.
- Рухването на света на Великден, (Пропаст света на Велигдан) Teatron 107, 1999.
- Сендвич, Сръбски юг, 5, 2006.
- Сабор на Горешњак, Градина 37, 2010.